# Left 4 Dead
Left 4 Dead er et holdbaseret 'First-person shooter' computerspil udviklet af Turtle Rock Studios og udgivet af Valve Corporation. Det udkom 18. november 2008 i USA og 21. november 2008 i Europa, og er tilgængeligt til Microsoft Windows-systemer og Xbox 360. Left 4 Dead har også fået en efterfølger, som hedder Left 4 Dead 2
Bill, Louis, Zoey og Francis forsøger at finde vej væk fra en apokalyptisk by, to uger efter en rabies infektion har forandret alle dens indbyggere til aggressive zombier. Op til fire spillere kan deltage og henholdsvis overtage de fire hovedroller. Roller der ikke udfyldes af en spiller styres i stedet af spillets kunstige intelligens. Gameplayet er essentielt bygget op omkring teamplay, og de fire hovedroller er udstyret med diverse muligheder for at assistere hinanden.

## Gameplay
Left 4 Dead består af fire kapitler á hver fem baner, der er bygget op som spillefilm. Begyndelsen og slutningen af de første fire baner af hvert kapitel er sikre huse, der tilsvarende er målet for hver mission. Den sidste bane i hvert kapitel er en finale, hvor opgaven er at komme sikkert om bord på et redningsfartøj (helikopter, båd, fly eller lastvogn). Der ud over kan dem der har spillet til PC og internet adgang, downloade flere baner fra internettet.

### Overlevende
Francis, en tatoveret motorcykel-biker, med en kærlighed for anarki. Francis er højtrystende og så selvsikker, at han tror han er "udødelig". Han opfatter krigen mod zombierne, som verdens største barfight.
Zoey, en college-student. Før verdenen faldt i zombiernes magt, brugte Zoey mere tid på at se gyserfilm, end at studere.
Louis, en systemanalytiker på en IT-virksomhed. Før infektionen havde Louis forsøgt at samle mod til at forlade stillingen som systemanalytiker.
Bill, en tidligere green beret og Vietnam-veteran. Bill er trænet militærmand, der har vundet adskillige medaljer. Efter ti år med jobs han ikke passede ind i, har han omsider en ny krig at kæmpe i.

### Modstandere
Foruden de "almindelige inficerede" konfronterer spillerne såkaldte "bosser", der besidder specielle evner og kræfter.
- The Horde ("horden") fremkaldes når særlige begivenheder finder sted. For eksempel hvis det lykkedes en Boomer at brække sig over en af spillerne, eller ved lyden af en (bil)alarm. Ankomsten af en horde alarmeres med et horn og som regel også i form af tekst.

- The Boomer ("sprængeren") er en stor og kraftig zombie, der forsøger at brække sig over de overlevende. Lykkedes det, straffes spillerne med angrebet af en Horde.

- The Smoker ("rygeren") kan gribe fat om overlevende med sin ca. 30 meter lange tunge og trække dem mod sig. The smoker vil også eksplodere i en stor giftig røgsky når du dræber den, deraf sit navn.

- The Hunter ("jægeren") kan springe over store afstande, og bliver en spiller angrebet er han/hun afhængig af at et holdmedlem dræber den.

- The Tank ("kampvognen") er stor, massiv og stærk, og kaster ofte med biler, murbrokker, betonblokke, osv. Det kræver et stort antal skud at eliminere dem.

- The Witch ("heksen") kan på de højere sværhedsgrader dræbe i første hug. Men de skal provokeres før de angriber, eksempelvis ved høje lyde (som skud), stirren og hvis spilleren lyser på dem med en lommelygte. De kan høres på lang afstand pga. deres gråd.

### Kampagner
Spillet består af fire kampagner med hver fem baner. Den sidste bane er i hver kampagne er en finale, hvor holdet skal kæmpe sig vej til redningsholdet.
- No Mercy – I No Mercy-kampagnen finder du dig selv på taget af et lejlighedskompleks, dybt inde i det engang livlige Fairfield – nu fuldkommen overrendt af med horder af inficerede. En stemme lyder fra redningshelikopteren: Find vej til taget af det nærtliggende Mercy-hospital og bliv fløjet i sikkerhed. Selv hvis det betyder, at du skal skyde dig vej i smalle gyder, åbne kloakker og bølger af zombier."[1]

- Death Toll – De overlevende rejser fra de amerikanske suburbs til spøgelsesbyen Riverside, hvorfra de efter en afgørende konfrontation kan flygte med en redningsbåd.[1]

- Dead Air – Holdet skal finde vej fra downtown til Newburgs forretningsdistrikt, hvor de finder lufthavnen Metro International Airport i ruiner.[1]

- Blood Harvest – Zombierne venter bag hvert træ, hver bakketop og i hver skygge. De overlevende hører rygter om en militæranlagt sikkerhedszone mod nord, og vandrer gennem et større landbrugsområde ad en jernbane.[1]

## Modtagelse
Thomas Tanggaard fra gamereactor.dk giver Left 4 Dead 7 ud af 10, og tildeler uden undtagelse 7 i alle kategorierne af grafik, gameplay, lyd og underholdning. Han vurderer at grafikken, våbnene og indgangsvinklen til genren er udmærkede elementer, men at de få baner og frustration med multiplayerdelen trækker ned. Morten Rønnelund fra GameSection.dk giver 9 af 10 i karakter, og mener at Left 4 Dead ".. [ikke] revolutionerer noget som helst, men [at] Valve nu alligevel [har] begået en lille perle af et actionspil med zombietema, som vi sagtens kan anbefale." Holdbarheden får den højeste separate karakter (9,4 / 10) og lyden får lavest (8,4 / 10)